# 紺青
紺青（こんじょう）とは、鉄のシアノ錯体に過剰量の鉄イオンを加えることで、濃青色の沈殿として得られる顔料である。日本古来の天然顔料である岩紺青と区別するために花紺青と呼ぶことがある。ただし一般的には花紺青とはスマルトの別称である。
カラーインデクス名 は「ピグメント・ブルー・27」 である。この顔料に由来する色名としての紺青（プルシアンブルー）が存在する。
製法などにより、アイアンブルー、プルシアンブルー、ベルリンブルー、ターンブルブルー、ミロリーブルー、チャイニーズブルー、パリブルー、など数々の異名がある。日本では、ベルリン藍がなまってベロ藍と呼ばれた。歌川広重や葛飾北斎の作品に印象的に用いられたことから、広重ブルー、北斎ブルー、ジャパンブルーなどとも呼ばれる。

## 歴史
1704年にベルリンにおいて錬金術師ヨハン・ディッペルのもとで顔料の製造を行っていたヨハン・ディースバッハによって偶然発見されたとされている（ディッペル・ディースバッハ法）。当時の欧州には比較的安価な青色顔料「アズライト」がイタリア・ヴェネツィアを通して輸入されていたが、イタリアより北のドイツなどの国には届いておらず、紺青は高価なアフガニスタン産のラピスラズリ製顔料「ウルトラマリン」（フェルメールやレンブラントの時代までは主要な顔料だった）をすぐに駆逐し、陶磁器に彩色するためにも広く使用されるようになった。その後、彼の弟子によってパリでも製造されるようになったが、製造方法は秘密とされていた。
1724年にイギリスのジョン・ウッドワードがこの顔料が草木の灰とウシの血液から製造できることを発表し、製造方法が広く知られるようになった。

### 日本への広まり

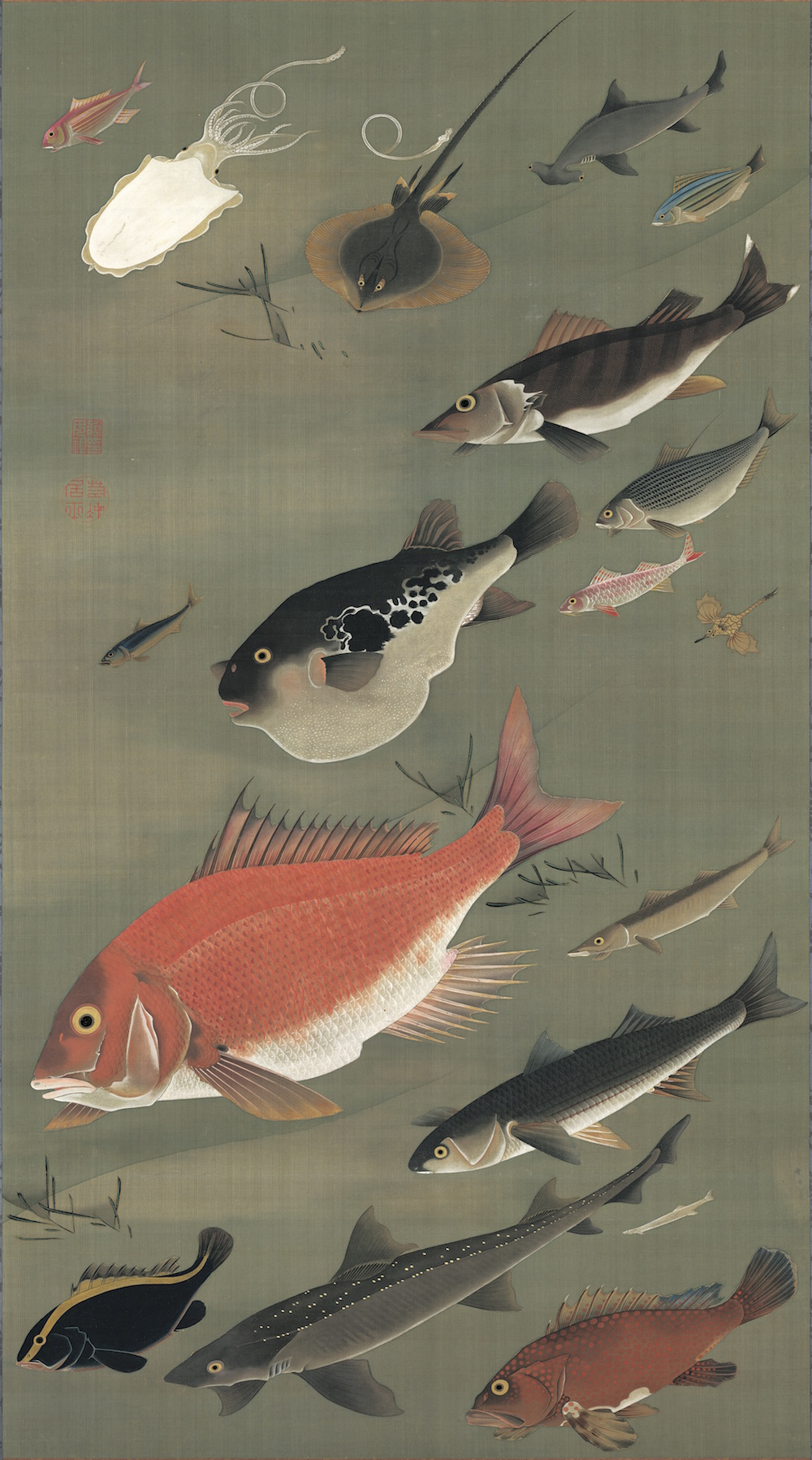
伊藤若冲『動植綵絵』の内「群魚図」
左下のルリハタの胴と鰭に紺青が使用されている

日本では平賀源内が『物類品隲』（1763年）に紹介した。伊藤若冲が『動植綵絵』の「群漁図（鯛）」（1765年から1766年頃）のルリハタを描くのに用いたのが確認されている最初の使用例である。その後、1826年頃から清国商人がイギリスから輸入した余剰を日本へ向けて大量に輸出・転売したために急速に広まった。なお、葛飾北斎が1831年に描いた「富嶽三十六景」において紺青を用いて描いた濃青が評判になり、以降全国に広まったとする俗説が存在するが、実際には天保の改革の奢侈禁止令によって錦絵の色が制限されたという事情と大量輸入による値段下落をきっかけに流行となった紺青の絵具を、歌川広重ら当時の多数の絵師が使用し、北斎もまたこれを利用したうちの一人に過ぎないのが実情であると見られている。北斎に先駆けて、日本で初めてベロ藍 を用いた藍摺絵（あいずり-え）を描いたのは、北斎の弟子の渓斎英泉である。

## 化学的性質

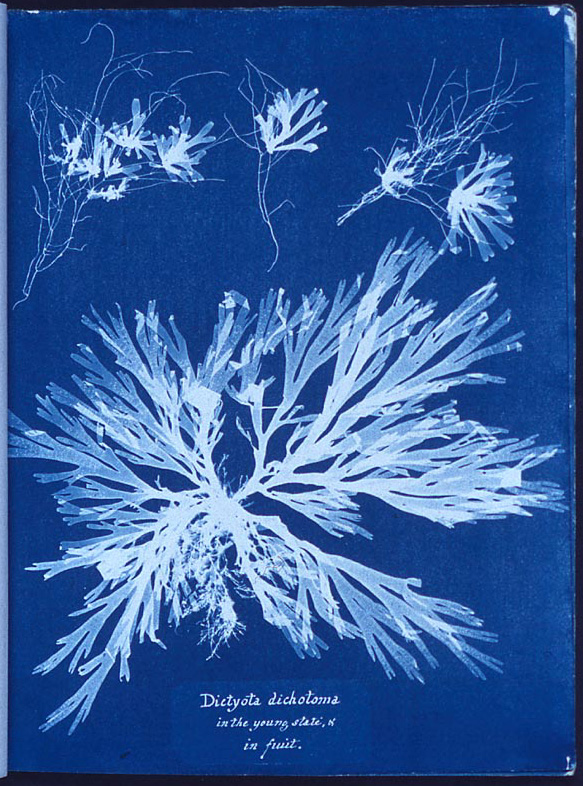
アンナ・アトキンスによる海藻の青写真（1843年）

プルシアンブルーは濃青色の錯体で、ヘキサシアニド鉄（II）酸鉄（III）、フェロシアン化鉄（III）、フェロシアン化第二鉄、紺青などはプルシアンブルーの別名である。理想的な組成式は Fe
4[Fe(CN)
6]
3 であり、この点において製法による違いはあっても全て同じ化合物であることが確認されている。式量859.25。
しかし、実際には結晶水を含んでいたり一部の鉄イオンが置換されていたりすることが多く、一定の組成のものを得ることは困難である。そのためヘキサシアニド鉄(II)酸塩と鉄(III)塩から得られたものはプルシアンブルーあるいはベルリンブルー、ヘキサシアニド鉄(III)酸塩と鉄(II)塩から得られたものはターンブルブルーというように別の物質と考えられていた。
鉄イオン呈色指示薬や細胞の染色法、青写真の原理である。

## 物理的性質
結晶構造は Fe3+ イオンが面心立方格子を形成し、その立方体の各辺の中点に Fe2+ イオンが位置している。そして Fe3+ イオンと Fe2+ の間には CN−
 イオンが位置する。
CN−
イオンは窒素原子で Fe3+ イオンに、炭素原子で Fe2+ に配位している。このような結晶構造を取る一群のシアン錯体の塩をこの化合物を代表としてプルシアンブルー型錯体という。プルシアンブルー型錯体には強磁性やフェリ磁性を示すものが多く知られている。

## 用途

### 顔料

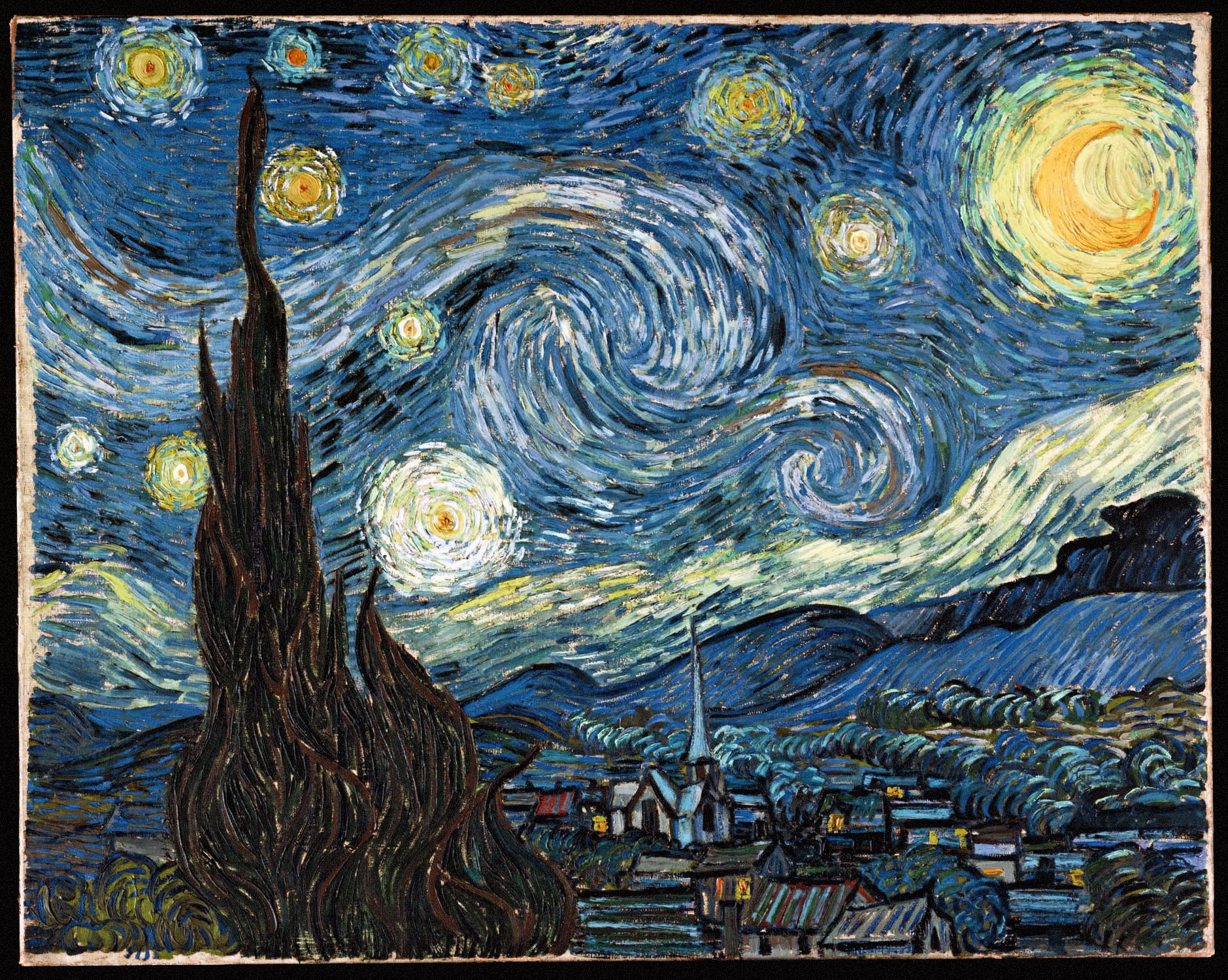
フィンセント・ファン・ゴッホ作の星月夜。紺青のほかセルリアンブルーを使用している。

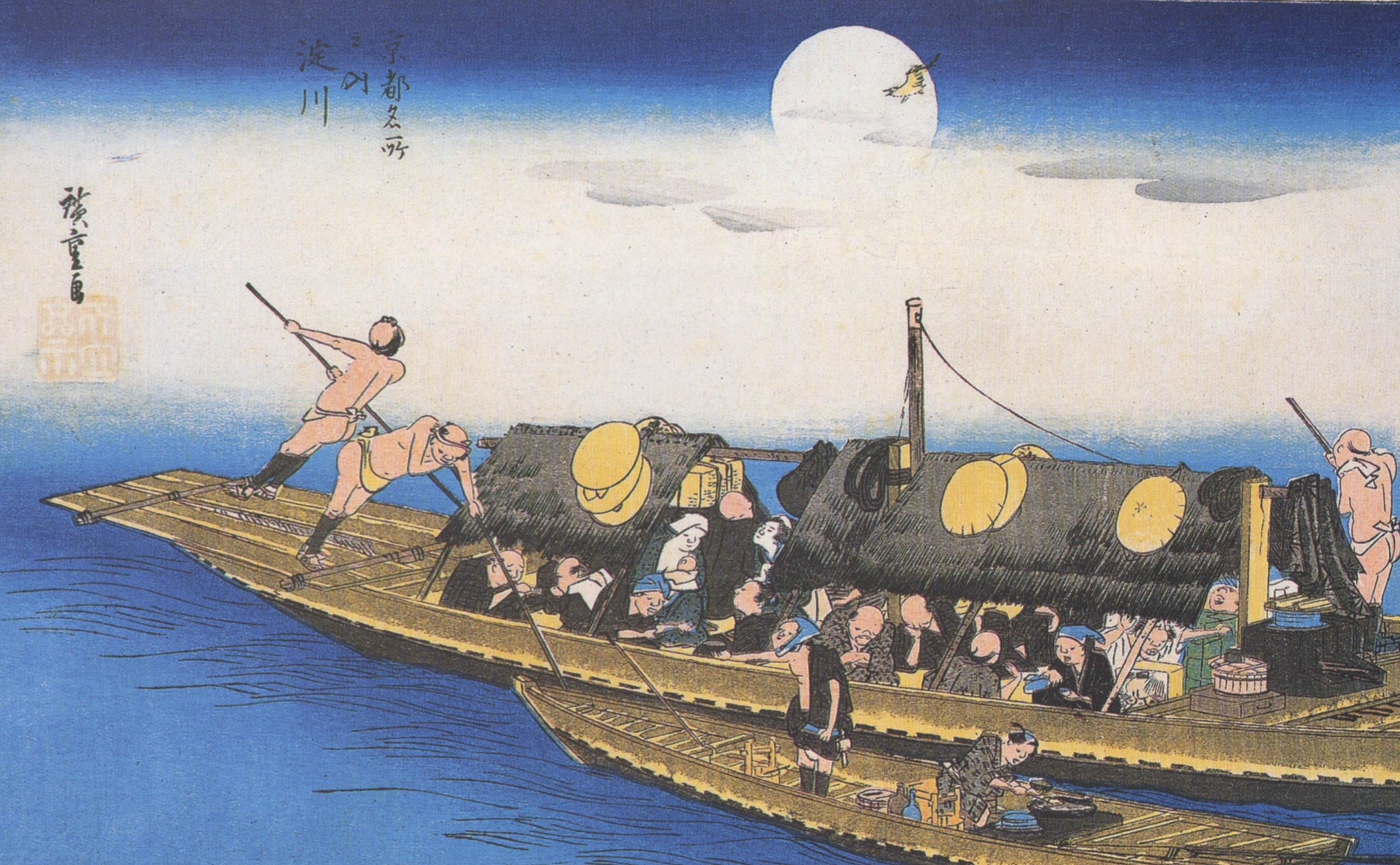
歌川広重『京都名所之内 淀川』。文政・天保以降の浮世絵に特徴的な青は紺青の色であり、ジャパンブルー、もしくはヒロシゲブルーと呼ばれる。

単独では藍色・紺色の塗料、青写真、印刷インキ、絵具に使用される。
また、黄鉛（クロムイエロー）、カドミウムイエロー、アゾ系黄色顔料との混合物は緑色顔料として使われ、クロムイエロー、カドミウムイエローと共沈させるなどして製造したものはそれぞれクロムグリーン、カドミウムグリーンと呼ばれる。
芝着色剤
ゴルフ場むけとして冬季など枯色化した芝の着色剤として使用される。ただし紺青の一次粒径は0.1–0.05マイクロメートルと極めて小さく、これを粉塵として吸引した場合には肺に沈着して塵肺を生ずる可能性がある。このため、樹脂などで固めビーズ化した粒子を散布することがある。

### 医薬品
下記の適応を持つ医薬品としてラディオガルダーゼカプセル(日本メジフィジックス)が日本では認可されている。
放射性セシウム結合剤
事故でセシウム137(137
Cs)を摂取した場合、紺青（プルシアンブルー）の経口投与剤で治療される。これは紺青が、消化管内に胆汁排泄されたセシウム137に結合し、糞として体外への排出を促進するためである。
ただし、セシウム137自体は水溶性であり粘膜から吸収されるため一か所の粘膜組織に滞留するおそれは極めて少ないが、その一方で紺青は水不溶性の微粒子で吸引すればそのまま肺深部に到達し沈着する粒径である。肺胞内に沈着した紺青粒子がセシウム137を吸着したり、あるいはセシウム137を吸着した紺青粒子が肺胞に沈着した場合には、当該組織にβ線による極めて重篤な内部被曝が30年の半減期にわたってもたらされることになる。呼吸による紺青吸引と肺内滞留により放射性セシウムにハイリスクの肺癌などいままでにない重篤な健康被害が新たにもたらされる可能性が高く、放射性セシウムが存在する環境での紺青の拡散はかえって被害を深刻化する懸念がある。消化管においてもこうした紺青の体内滞留の懸念から、医薬品認可されている紺青を用いた内服用放射性セシウム吸着剤の添付文書に蠕動運動低下など体内滞留による新たな内部被曝リスクの注意喚起がなされている。また放射性セシウムと異なり紺青の選択的・効果的な回収方法はなく、紺青と結合し取り込まれた放射性セシウムは環境中や体内ではまったくの別物と言ってよい挙動をとるものと考えられる。
こうした背景から、放射性セシウム結合剤は認可医薬品であるが、その使用は厳しく制限されており、一般病院や医師の任意では処方も投与もできない。日本においては放射線医学総合研究所において全て厳重に管理され、使用について承認と報告が義務付けられており、その取扱いは放射性ヨウ素に対するヨウ化カリウム製剤よりもはるかに厳しい管理が行われている。
酸化還元型のイオン交換能を利用し、放牧飼育される家畜（牛など）の飼料に加えると、乳や肉の汚染を抑えることができる。しかし紺青の放射性セシウムの吸着性能は低く、その結果セシウムに対して有効と言える一定レベルの吸着効果を出すためには大量の紺青を用いる必要がある。2011年4月の東京工業大学による公開実験では水の浄化処理において 10 ppm のセシウムを含む模擬汚染水100ミリリットルに対し、1グラムもの大量の紺青が用いられた。また、内服用放射性セシウム吸着剤の用法用量においても紺青として1回3グラムを1日3回服用という大量服用の必要がある。
かつて旧ソ連においてチェルノブイリ原子力発電所事故の際、土壌処理が困難な牧草地での対策として一部では使用されたことがあったが、現在では福島原発事故においてもこうした環境への大量散布は試みられていない。
タリウム中毒
タリウム中毒の際に同様に結合をつくり排泄を促すために用いられる。

### 二次電池材料
ナトリウムイオンを内部に格納することができるため、ナトリウムイオン電池用の電極材料して用いられる。2022年10月、アメリカの新興電池メーカーのNatron Energyとスイスの化学メーカーArxadaは、プルシアンブルーの大規模生産を開始したと発表した。2024年4月には米ミシガン州で電池組立工場の操業を開始している。

## 安全性
紺青はその組成にCN−
イオンを含む物質ではあるが、ヘキサシアニド鉄(II)酸塩 とヘキサシアニド鉄(III)塩 同様に難分解性シアノ錯体とも呼ばれ、CN−
 イオンは強く鉄原子と結合しているため遊離しにくく、通常は生体に対してのシアン化合物としての毒性はない。しかし、熱やアルカリには弱くシアン化合物を遊離する。
国内法上毒劇法などではシアン化合物の例外として扱われるが、水道法など環境関連法では試験操作により一部が分解して全シアンとしてカウントされるため、規制を受ける可能性がある。また、アルカリでシアン化合物を遊離することがあるため土壌汚染対策法では特定有害物質に該当し、紺青による土壌、地下水などの環境汚染が問題となる。
紺青の一次粒径は0.1–0.05マイクロメートルと非常に微細なため、空気中に飛散した場合には容易に肺に到達し塵肺を起こす。しかもN95やN100などの防塵マスクの捕捉できる粒径は0.3マイクロメートルの規格であるためこれらの防塵マスクでは空気中に飛散した紺青粒子をほとんど阻止できない。樹脂や溶剤等で粒子を固めても環境中での風化や紫外線などによる劣化により、いずれはこうした微粒子が空気中に飛散する可能性があり注意が必要となる。放射性セシウムが存在する環境において紺青粒子と放射性セシウムが強固に結合して水不溶性の放射性粉塵化することにより、紺青粒子が肺に入った場合にはベータ線による長期間の極めて重篤な肺の内部被曝をもたらす可能性がある。
紺青は熱に弱く容易に分解してシアンガスを発生する。このため加熱や通常の焼却は危険であり、紺青を用いた一部の着色剤の化学物質安全性データシートには火災によりシアンガスが発生する可能性が記載されている。
千葉県茂原市にある東洋インキの関連会社では1962年から1975まで紺青を生産していたが（現在は製造中止）、その後土壌調査により製造当時は規制がなく埋設処分されていた紺青廃棄物から遊離したシアン化合物による土壌汚染や地下水汚染が確認された。紺青廃棄物による土壌と地下水の汚染処理法が検討され、2004年4月に千葉県ならびに茂原市に報告がおこなわれ、同年6月10日に住民説明会が開かれた。工場周辺の紺青汚染土は全て掘削と交換が行われ、汚染された地下水も揚水され浄化が行われるなど徹底した対策が施されその後も地下水に対する継続的なモニタリングが実施された。
クラレにおいても同社の機器遊休品置場において紺青が付着した機器遊休品が確認され、機器遊休品から飛散した紺青による土壌汚染のおそれがあるため機器遊休品置場の土壌が掘削されて処理された。クラレの環境活動レポート2002年度版によれば、紺青は水には安定ではあるが高アルカリには弱く、環境中で分解してシアン化合物（シアン錯体）が遊離する可能性があるとしている。

## 紺青の誕生に関する作品
ジャン－リュック・アングルベール作の絵本『あおを はっけんした ちいさな ヤン』では、赤を作ろうとして伯爵夫人のドレスの色を表現する青ができてしまった物語が描かれており、プルシャンブルーの発見の史実がテーマになっている。